# Birgit Aagard-Svendsen
Birgit Aagard-Svendsen (sinh năm 1956) là giám đốc điều hành kinh doanh người Đan Mạch, vào tháng 9 năm 2015, trở thành phó chủ tịch điều hành và giám đốc tài chính của công ty vận tải biển J. Lauritzen ở Copenhagen, Đan Mạch.
Aagard-Svendsen tốt nghiệp kỹ sư tại Danmarks Ingeniørakademi (1980) và quản trị kinh doanh tại Handelshøjskolen (1985). Trước khi gia nhập J. Lauritzen vào năm 1998, cô đã giữ các vị trí quản lý tại Tele Danmark (1996–98) và Nordisk Film (1996–98). Cô trước đây là chủ tịch của Ủy ban Cơ sở hạ tầng và cũng là người đứng đầu Ủy ban về Quản trị Doanh nghiệp.
Aagard-Svendsen đã kết hôn với Rolf Aagaard-Svendsen, một cựu thị trưởng của Lyngby-Taarbæk, và có hai con gái. Năm 2008, cô được tờ báo Đan Mạch Berlingske bình chọn là nữ doanh nhân của năm.